# Vibefedt-slægten
Vibefedt-slægten (Pinguicula) er en slægt af planter, der består af omkring 46 arter, hvoraf en enkelt findes vildtvoksende i Danmark. 

## Arter
Den danske art i slægten:
- Vibefedt (Pinguicula vulgaris)